# Ernst von der Brüggen
Ernst von der Brüggen (* 11. November 1639 in Sackenhausen, Kurland; † 25. Mai 1713) war Mitglied des Oberrats im Herzogtum Kurland und Semgallen. Er gehörte der baltischen Linie des Adelsgeschlechts „von der Brüggen“ an, welches sich um 1500 in Kurland angesiedelt hatte.

## Werdegang
Ernst von der Brüggen absolvierte 1665 sein Studium auf der Universität Leiden in den Niederlanden und wurde 1676 mit dem Amt eines Landbotenmarschalls betraut. Von 1678 bis 1692 war er Obereinnehmer der Tuckumschen Oberhauptmannschaft. Ab 1692 war er Hauptmann in Windau, 1697 wurde er zum Oberhauptmann in Goldingen ernannt. Danach wurde er Mitglied im Oberrat des Herzogtums Kurland und Semgallen und war von 1698 bis 1703 Landmarschall. Seine nächste Würdenträgerschaft war 1703 die des Oberburggrafens, danach wurde er 1709 Kanzler und noch im gleichen Jahr, von Ewald von der Osten-Sacken abgelöst.

## Abstammung und Familie
Die baltische Linie der Adelsfamilie von der Brüggen in Livland und Kurland ging im Stamme auf Philipp I. von der Brüggen aus dem Herzogtum Kleve und Mark zurück, der um 1485 ausgewandert war. Sie setzten sich dann in männlicher Folge fort:
- Heinrich von der Brüggen († 1501) war von 1495 bis 1501 Landmarschall in Livland
- Eberhard (Evert) I.[3] war um 1490 ein Ordensvasall des Deutschen Ordens in Kurland,
  - Philipp II. († 1556) war Mitglied des Ordensrates[4] im Deutschen Orden und Herr auf Stenden (im heutigen Lettland)
    - Eberhard (Evert) II. († 1614)[5] erhält 1499 vom Hochmeister des Deutschen Ordens in Königsberg einen Paßbrief,[6] er war Herr auf Stendel und in erster Ehe mit Anna von Dönhoff verheiratet
      - Eberhard III. († 1628) war mit Margarethe von Plettenberg verheiratet. Mit seinen Nachkommen im zweiten Ast setzte sich die Linie derer von der Brüggen, nach 1759, in Kurland fort.
      - Barthold I. († 1631 in Mitau, Kurland) war mit Elisabeth von Medem verheiratet
        - Philipp III. († 1661) war mit Ottilie Elisabeth von der Osten-Sacken verheiratet
          - Otto Reinhold († 1678) war mit Louise Charlotte von Grotthus verheiratet. Er wurde der Stammvater der russischen Linie.
          - Philipp IV. († 1671)

Der Vater Ernst‘s war demnach Philipp III. von der Brüggen, Herr auf Stenden im Kurland († 1661), der mit Ottilie Elisabeth von der Osten-Sacken aus dem Hause Ilmajen verheiratet war. Er hatte noch eine Schwester. Ernst v. d. B. war mit Ursula von Sacken verheiratet, ihre Kinder waren:
- Ernst II. von der Brüggen, Erbherr von Stenden († 1726), er war Hauptmann in Grobin und mit Elisabeth von Brüggen (um 1684 – 1757) verheiratet. Sie hatten keine Nachkommen.
  - Ernst III. († 1759 in Mitau), er war Erbherr auf Stenden, er hatte keine Nachkommen. Somit war der erste Ast ausgestorben. Der Stamm setzte sich im zweiten Ast mit den Nachkommen von Eberhard III. fort.